# Szlovákok
A szlovákok (szlovákul: Slováci, régiesen: tótok)  szlovák nyelvet beszélő nyugati szláv népcsoport. Szlovákiában etnikai többséget alkotó nép, emellett Szlovákia államalkotó népcsoportja.
Jelentős szlovák kisebbség él Ausztriában, Horvátországban, Csehországban, Magyarországon, Lengyelországban, Romániában, Szerbiában és Ukrajnában. Ezenkívül bevándorlóként jelentős számú szlovák él Amerikában.

## A szlovák népnév eredete
A "Slavus kifejezés szerepel 13.századi dokumentumokban, Szlovákia területére utal. A magyar és szlovák történészek között komoly viták vannak arról, hogy a történelmi Magyarországon belül mikortól és milyen értelemben beszélhetünk szlovákokról. Valószínűleg a szlovák népnév a 15.-dik században lett használatos. Egyes vélemények szerint a Szlovo (jelentése: szó) szóból ered, azonban sokkal inkább lehetséges hogy a szláv népnév egy változata.
Magyarországon a nyugati keresztény szláv népcsoportokat rendszerint a tót kifejezéssel illették, ezáltal a szlovák népességet is így nevezték meg. Az elnevezés egyes kutatók szerint a tauta (a litván nyelvben jelentése nép) szóra vezethető vissza. Más megközelítés szerint a tót szó a nyugati szlávok közé beolvadt gepidák, számos más germán népet is magába foglaló thuat törzsnevéből származik.
A szlovákok nők esetén a slovenka míg férfiaknál a slovák szóval illetik magukat.

## A szlovákok története
Bizonyosnak tűnik, hogy a honfoglaló magyar törzsek a Nagymorva Birodalom összeomlását átvészelő szláv népcsoportokat találtak a Kárpát-medence északi részén, mely térség egyébként nem alkotta a magyarok szállásterületének szerves részét, inkább védelmi célból (gyepű) használták. A Vág és Nyitra folyók medencéjében élő szlávok a mai szlovákok egy részének ősei, de sem egységes nyelvvel, sem közös identitással még nem rendelkező, nemzetségi viszonyok között élő földműves lakosságnak tekinthetők történetileg.
A középkorban jelentős csehországi, morvaországi és részben lengyelországi bevándorlás növelte a nyugati szláv nyelvű népesség súlyát a történelmi Felső-Magyarországon. Azt lehet mondani, hogy a szlovákság etnikai integrációja a 16. század végére ment végbe, de a mai szlovák identitástól jelentősen eltért abban, hogy premodern jellegű volt, azaz a magyar állam iránti lojalitás jellemezte. A nyelvi integráció gyakorlatilag csak a 19. századra valósult meg, mert divergens nyelvi folyamatok is jellemezték a nyugati és keleti szlovák nyelvjárást: területi-földrajzi okokból is más szláv népekkel kerültek elsődlegesen nyelvi viszonylatba a Felvidék nyugati és keleti felén élő szlovákok.
Az osztrák-magyar kiegyezést követően a magyar politikai elit, de főként a kormány magatartása a nemzetiségek kérdésében azt eredményezte, hogy a monarchia végnapjaira nem maradt egyetlen szlovák politikus, illetve gondolkodó sem, aki kiállt volna a Magyar Királyság mellett. A szlovák anyanyelvű nemesség nagyrészt elmagyarosodott, kisebb részt szlovák érzelmű maradt a monarchia szétesése után is.
| Év   | Az ország lakossága 1919-ig Magyar Királyság 1920-1938, 1945-1993 Csehszlovákia 1993-tól Szlovákia | Szlovákok száma az országban (%) | Kimutatott növekedés / fogyás az előzőhöz képest (%) |
| ---- | -------------------------------------------------------------------------------------------------- | -------------------------------- | ---------------------------------------------------- |
| 1850 | 9 580 ezer (Mk)                                                                                    | 1 729 ezer (18)                  | -                                                    |
| 1869 | (Mk)                                                                                               | ()                               | ()                                                   |
| 1880 | 13 749 603 (Mk)                                                                                    | 1 864 529 (11,9)                 | ()                                                   |
| 1890 | 15 261,8 ezer (Mk)                                                                                 | ()                               | ()                                                   |
| 1900 | 16 838 255 (Mk)                                                                                    | 2 002 165 (11,9)                 | ()                                                   |
| 1910 | 18 264 533 (Mk)                                                                                    | 1 946 357 (10,7)                 | ()                                                   |
| 1919 | 2 940 ezer (Szk)                                                                                   | 1 940 980 ()                     | ()                                                   |
| 1921 | 13 607 385 (Csszk) 2 993 859 (Szk)                                                                 | ()                               | ()                                                   |
| 1930 | 3 324 111 (Szk)                                                                                    | ()                               | ()                                                   |
| 1950 | 3 442 317 (Szk)                                                                                    | (86,6)                           | ()                                                   |
| 1961 | 4 174 046 (Szk)                                                                                    | (85,3)                           | ()                                                   |
| 1970 | 4 537 290 (Szk)                                                                                    | (85,5)                           | ()                                                   |
| 1980 | 4 991 168 (Szk)                                                                                    | 4 317 008 (86,5)                 | ()                                                   |
| 1991 | 5 274 335 (Szk)                                                                                    | 4 519 328 (85,7)                 | ()                                                   |
| 2001 | 5 379 455                                                                                          | 4 614 854 (85,8)                 | ()                                                   |
| 2011 | 5 397 036                                                                                          | 4 352 775 (80,7)                 | ()                                                   |

Lásd még: A népesség etnikai összetételének változása Felső-Magyarországon (1495-1910) és Szlovákia mai területén (1880-1991)

## Szlovákok kisebbségben

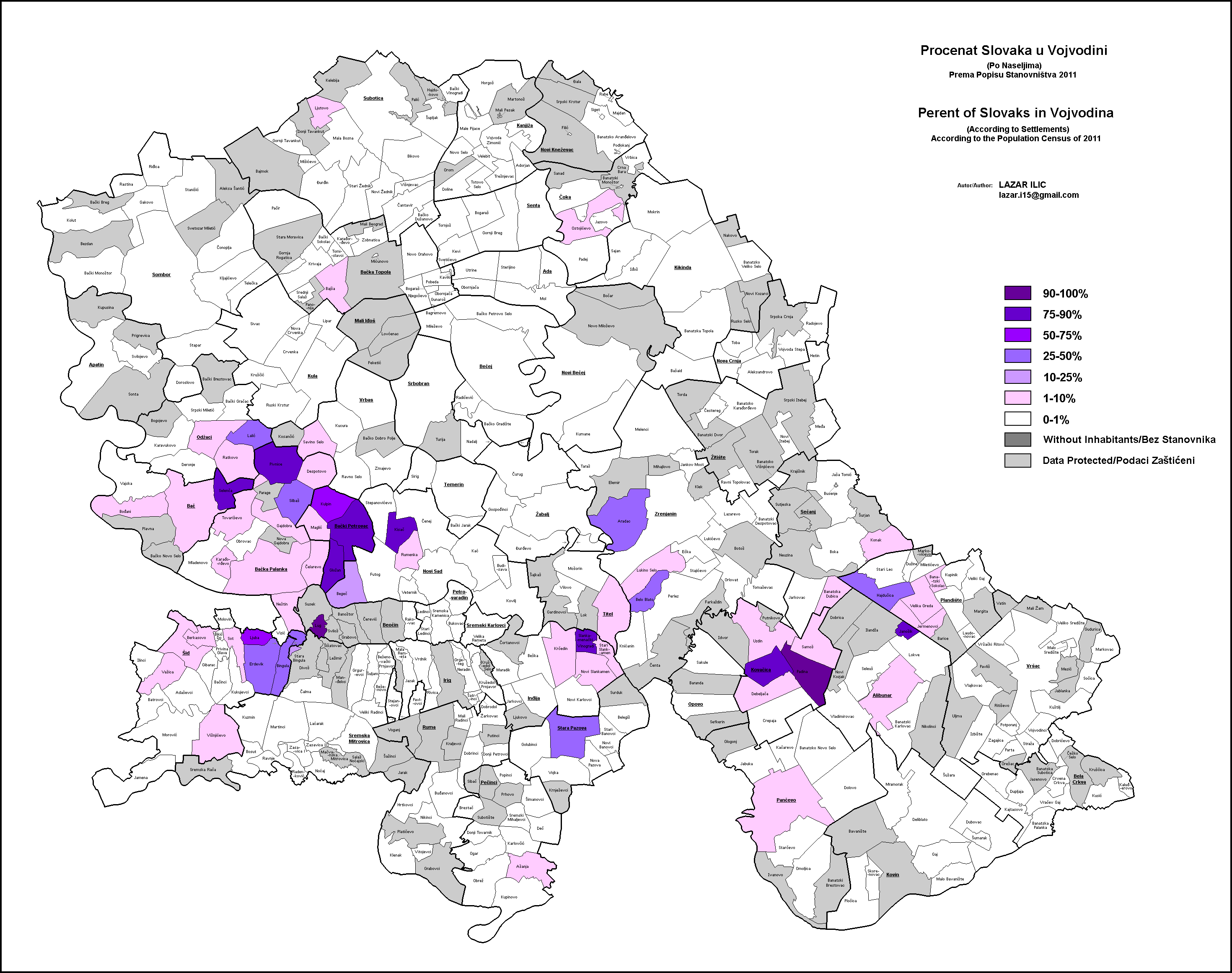
A szlovákok elterjedése a Vajdaságban

2002-ben a szerbiai Vajdaságban 56 000 fő vallotta magát szlováknak. A vajdasági szlovákok központja Petrőc (szlovákul: Báčsky Petrovec, szerbül: Bački Petrovac), a további települések: Dunagálos, Kölpény, Pincéd, Liliomos, Bácsújfalu, Kiszács, Antalfalva, Nagylajosfalva, Újsándorfalva, Istvánvölgy, Aradi, Nagyerzsébetlak, Ópazova, Lúg, Ljuba, Szalánkeménszőlős stb.
Magyarországon a 2001-es népszámláláshoz kapcsolódó kérdőív szerint közel 18 000 szlovák él. Nagy részük a Pilis térségében és Békésben. A magyarországi szlovákok kulturális központja Békéscsaba, ahol szlovák konzulátus is található.
Horvátországba a 19. század végén és a 20. század elején költöztek, főleg Szlavóniába és Baranyába.
A legnagyobb szlovák települések Szlavóniában: Josipovac és Jurjevac; Jelisavac, Markovac és Ledenik; Miljevci; Pakrac és Lipovljani. Ezen kívül még vannak kisebb szlovák települések: Zokov Gaj és Kneževac. Több város környékén is élnek szlovákok: Zágráb, Újlak, Eszék, Fiume, Soljani, Radoš. 2001-ben 4712 fő vallotta magát szlováknak Horvátországban.
Élnek szlovákok Románia partiumi részén is, itteni központjuk Nagylak.

## A mai szlovákok őseinek genetikája
Vladimír Ferák, a Pozsonyi Károly Egyetem Természettudományi Karának Molekuláris Biológiai Tanszékének tanárának kutatásai szerint: a szlovák lakosság csaknem 85%-ának "genetikai gyökerei" a fiatalabb paleolitikumba, azaz 20-50 ezer évvel ezelőttre nyúlnak vissza.[forrás?]
A szlovákokat a közös nyelv és kultúra teszi szlovákokká, nem a génállomány.

## Vallás
A szlovák nép nagy többségben katolikus. Ezen kívül más keresztény felekezetek tagjai is előfordulnak.

## Híres szlovákok

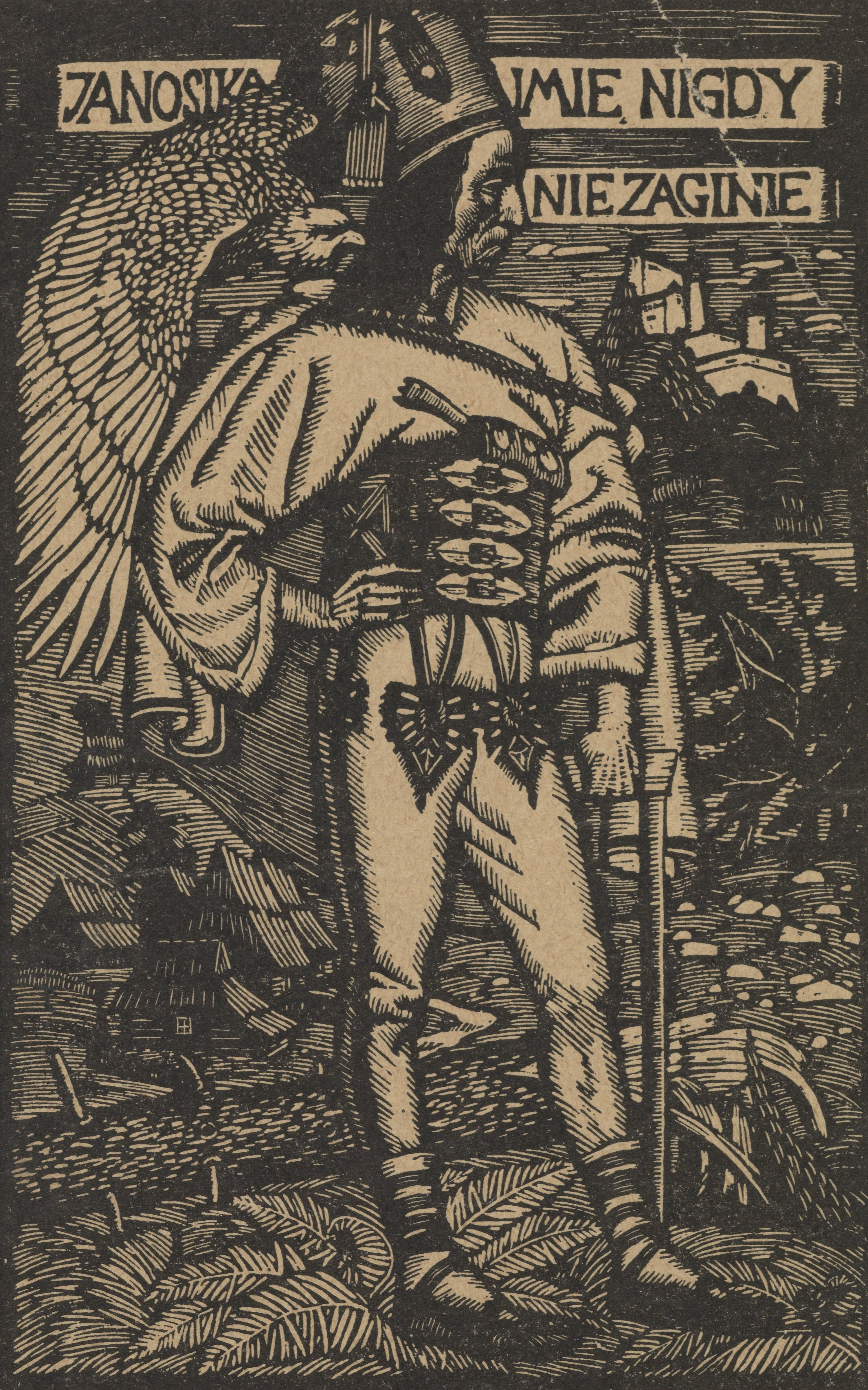
Jánosik György
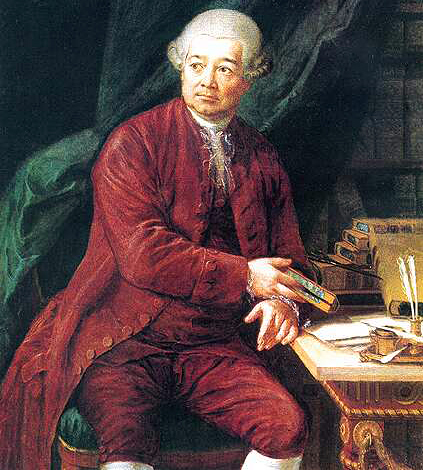
Kollár Ádám Ferenc
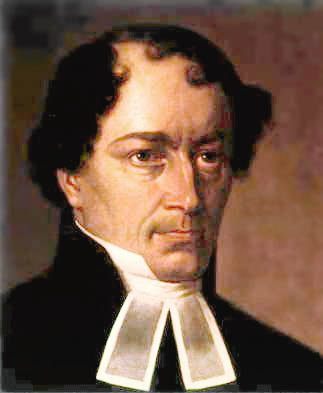
Ján Kollár
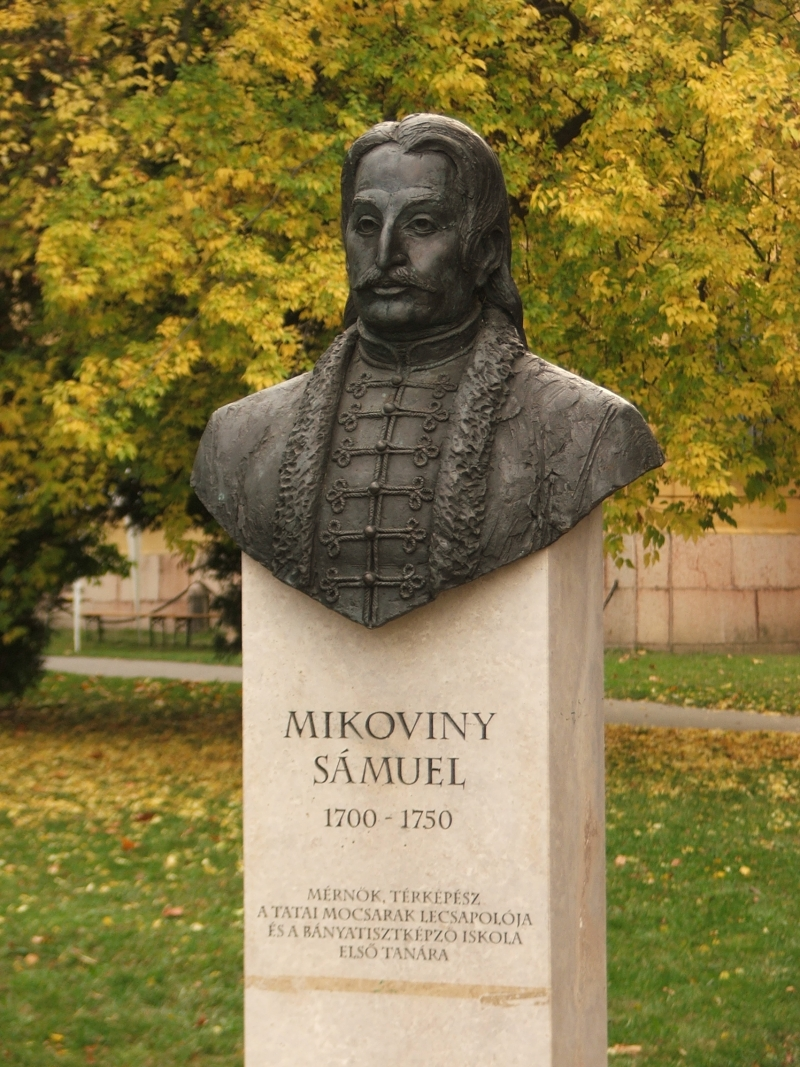
Mikoviny Sámuel
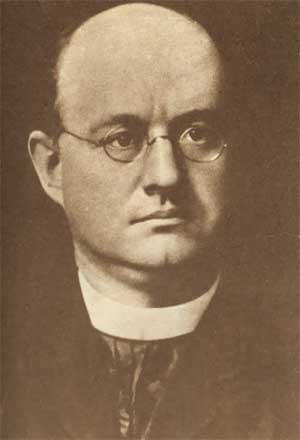
Jozef Murgaš
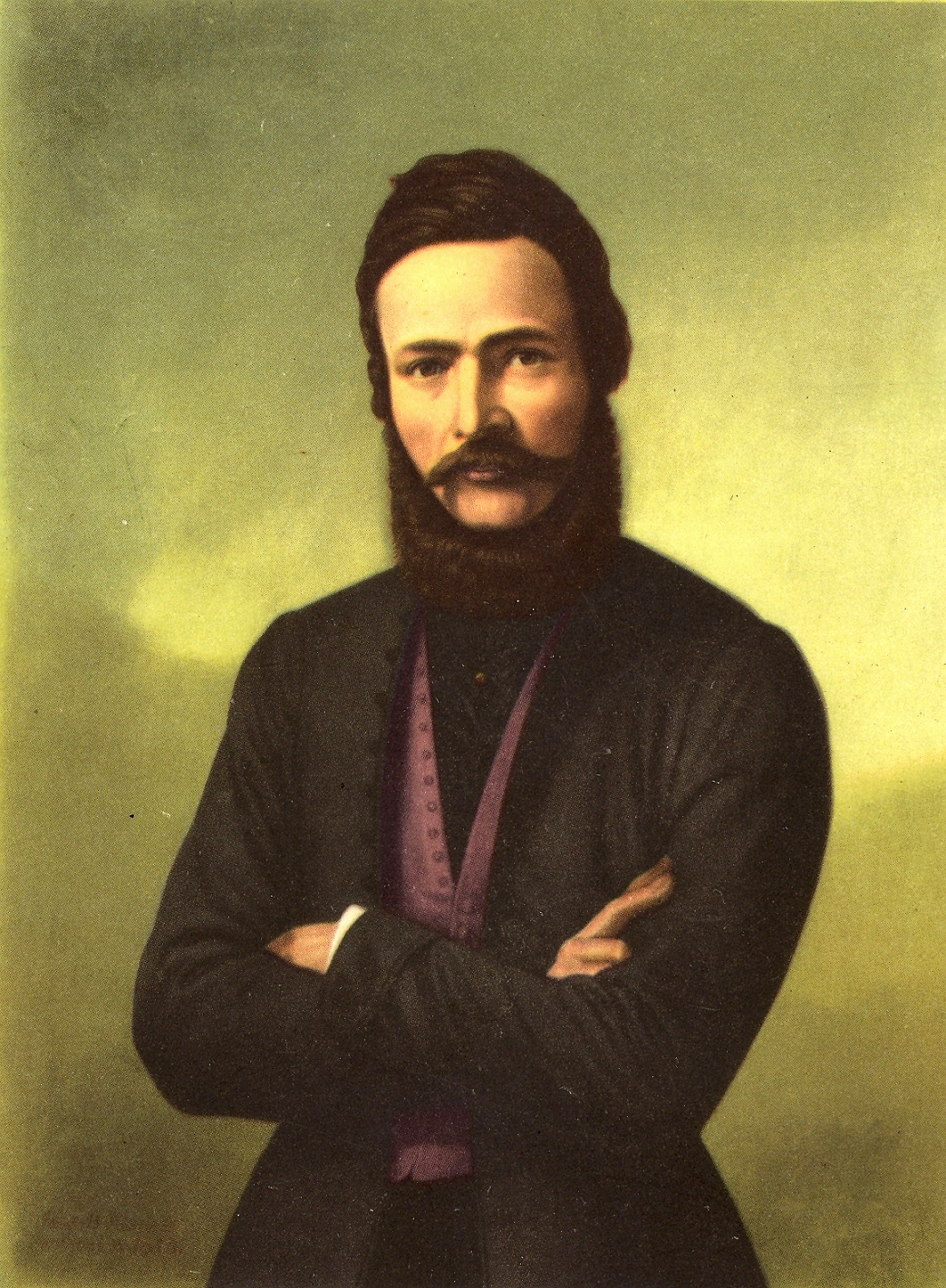
Ľudovít Štúr
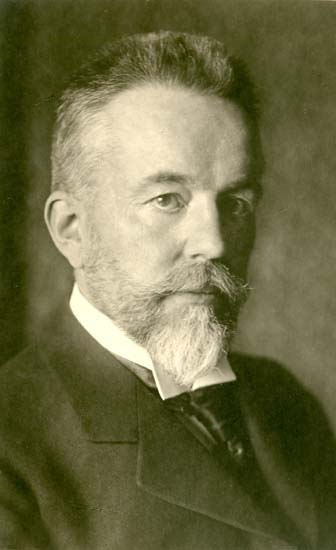
Stodola Aurél
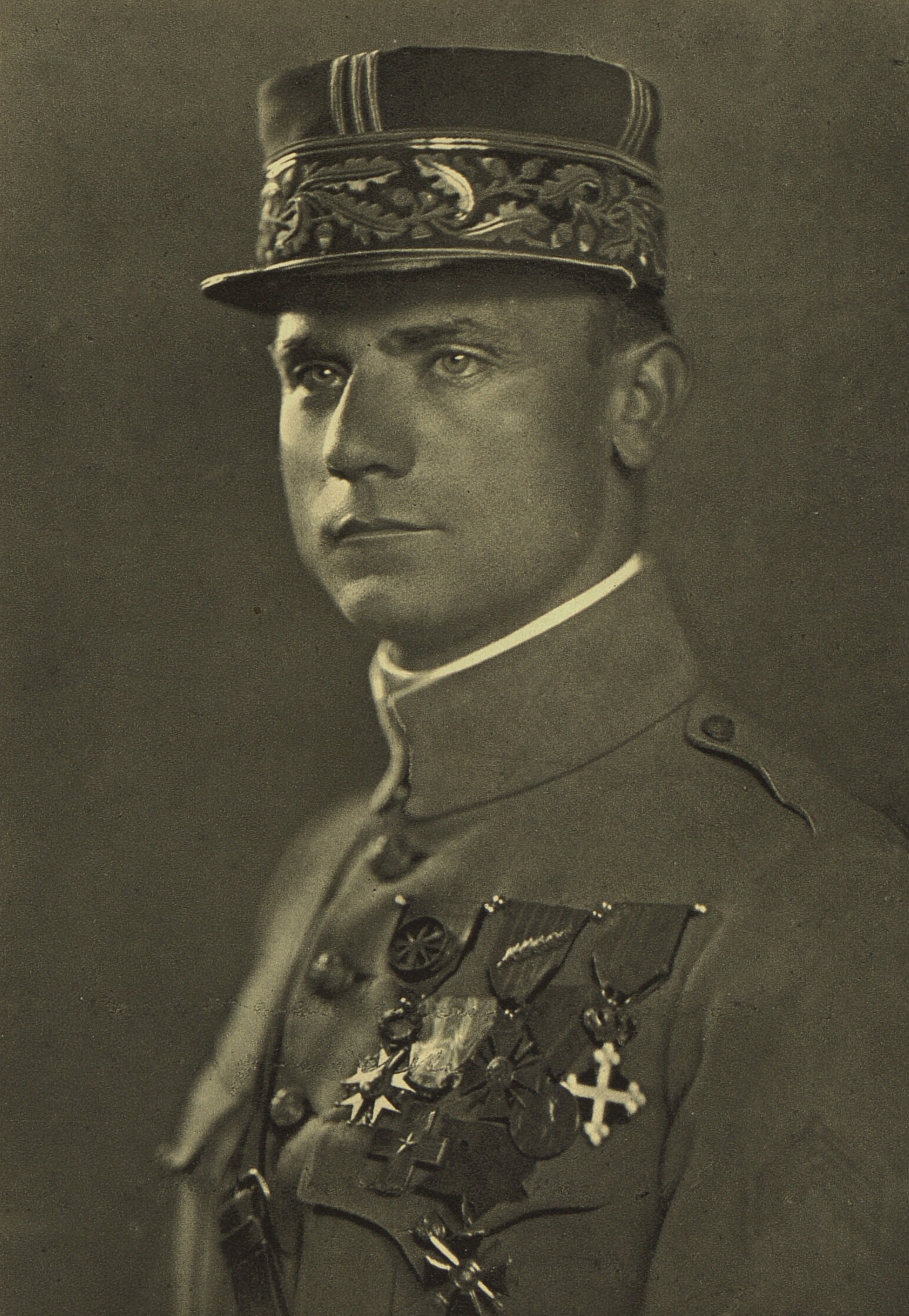
Milan Rastislav Štefánik
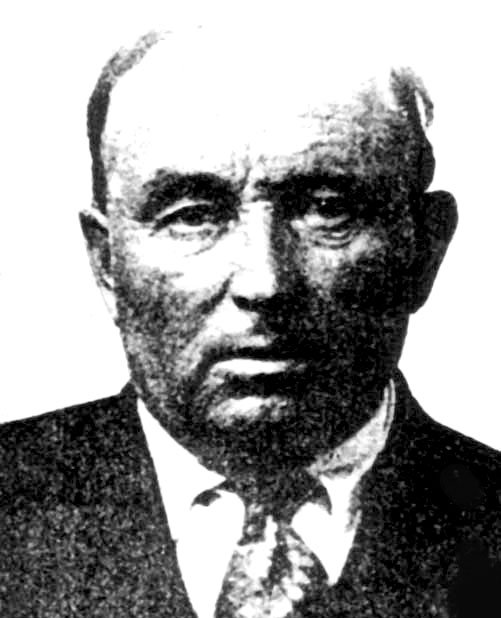
Štefan Banič
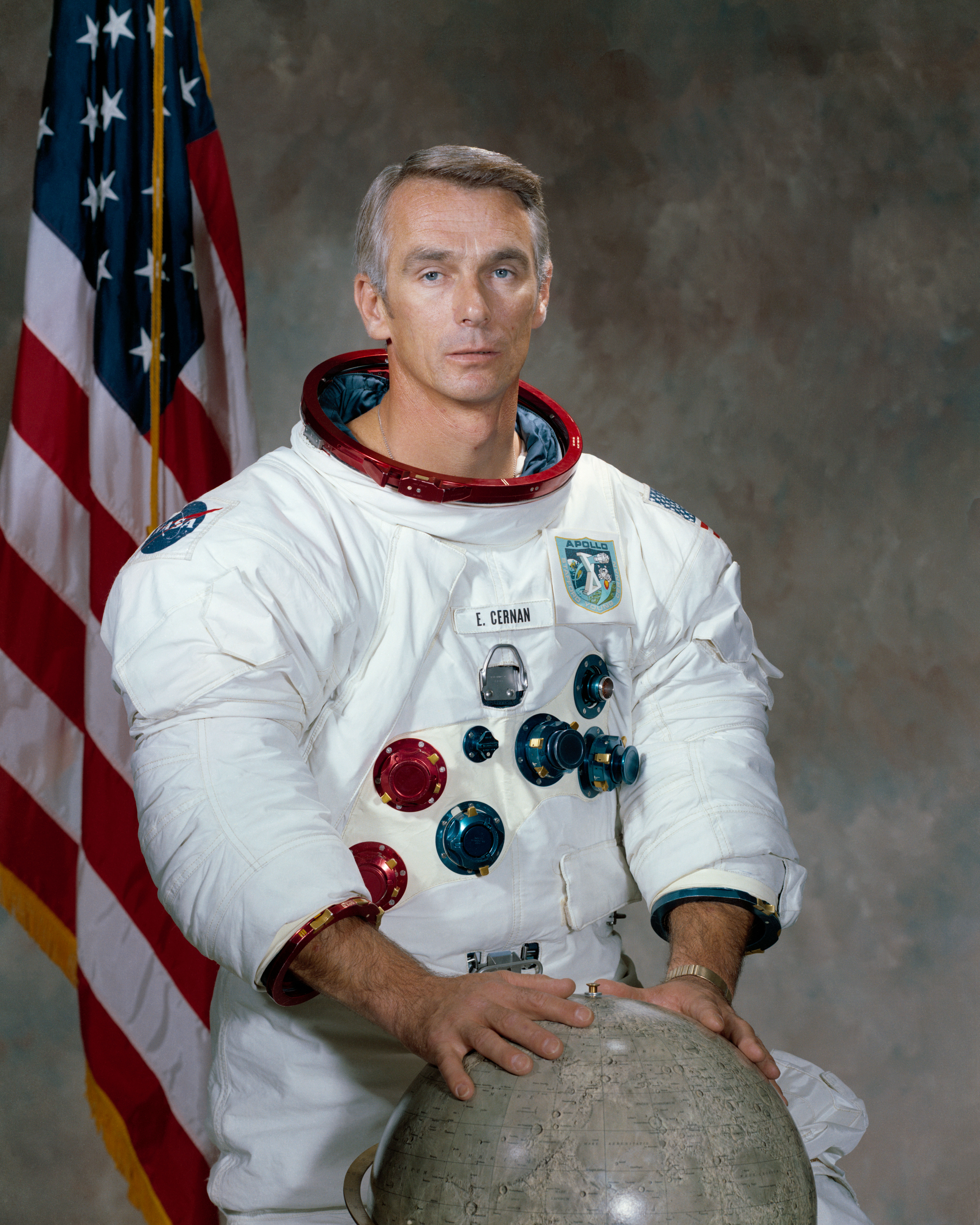
Eugene Cernan
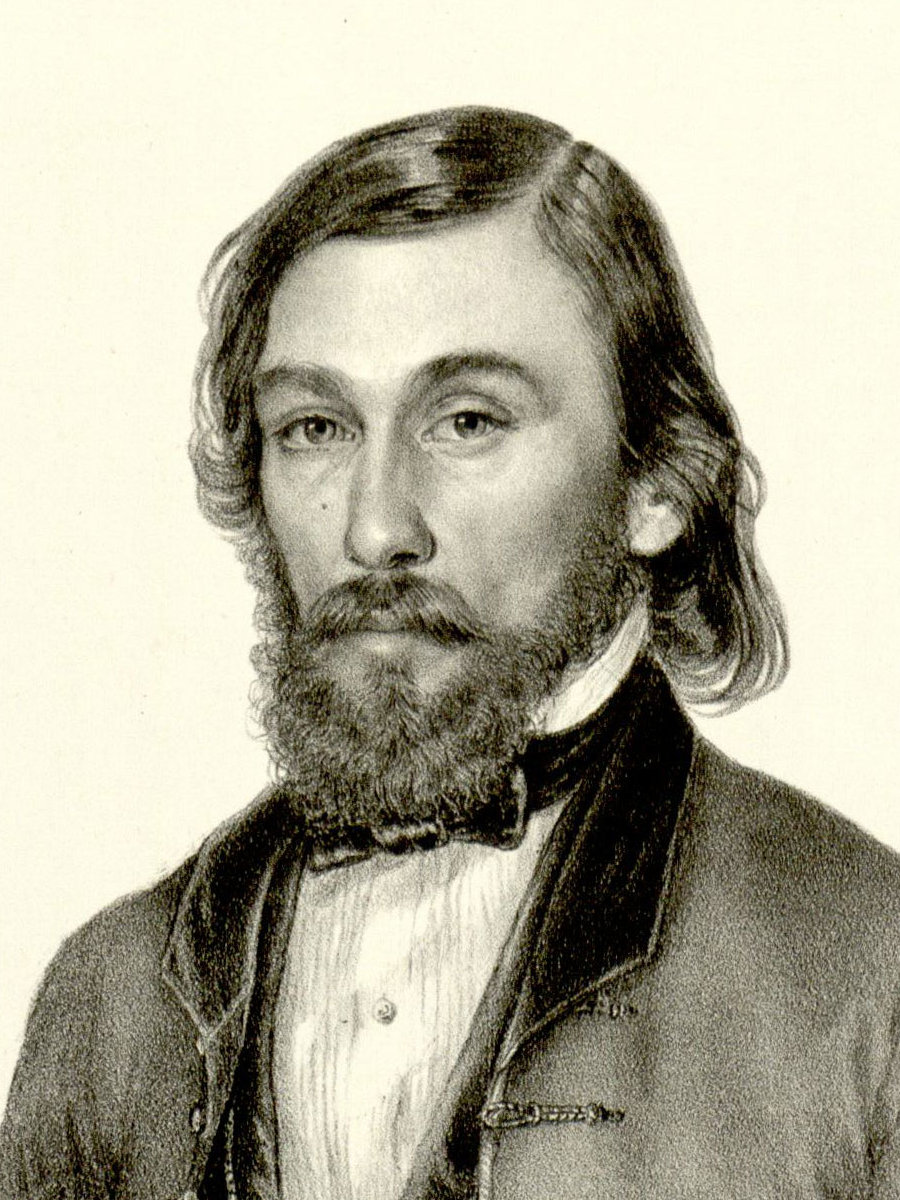
Jozef Miloslav Hurban
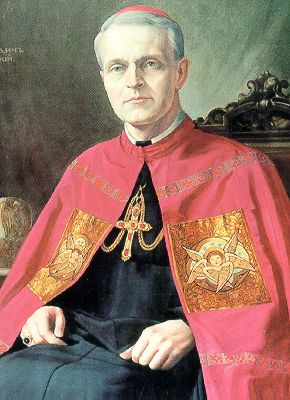
Pavel Peter Gojdič
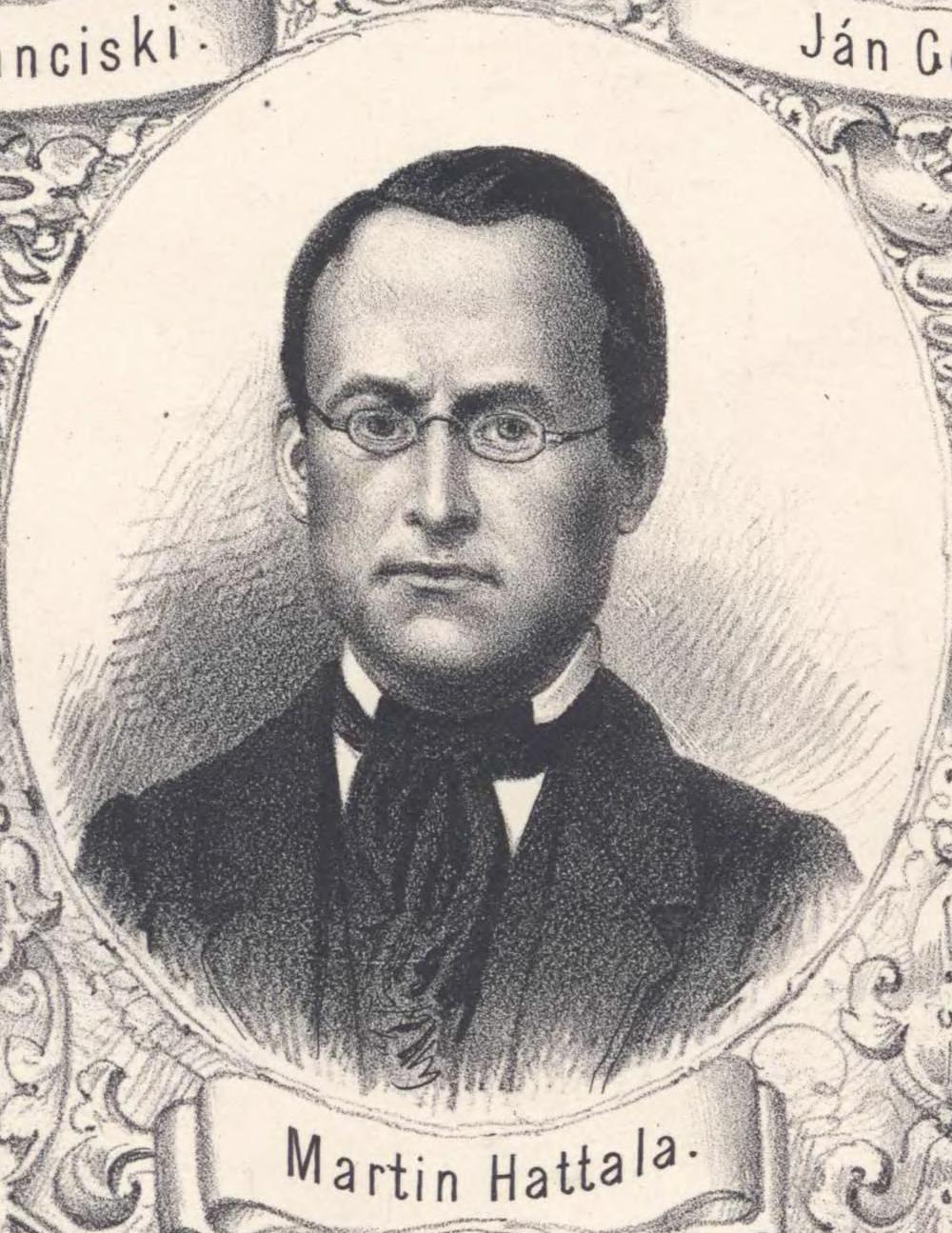
Martin Hattala
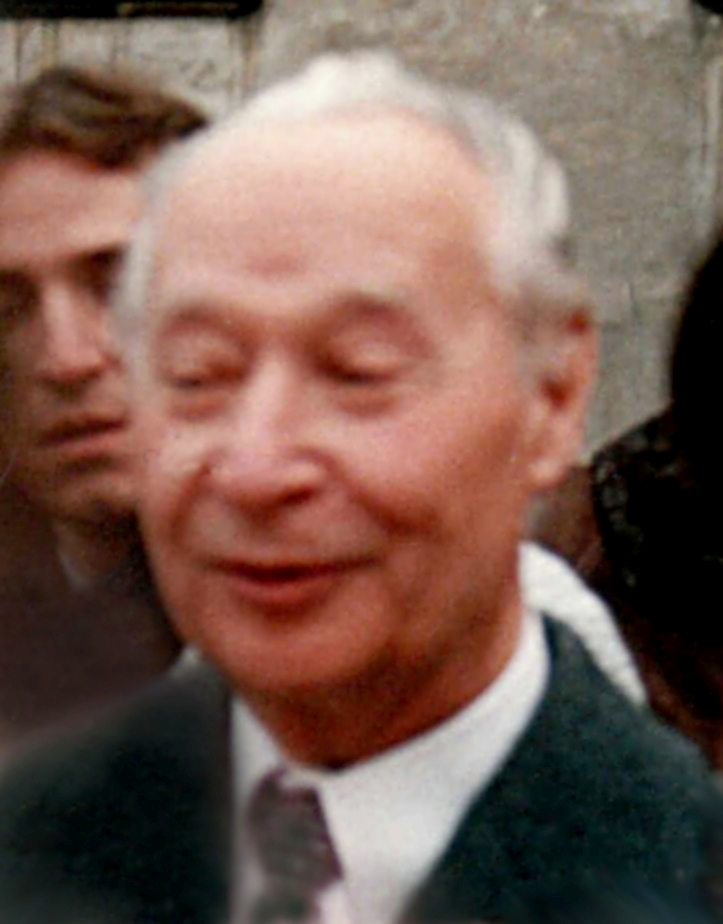
Alexander Dubcek

A sok évszázados együttélésnek köszönhetően a tudomány és a kultúra számos kiemelkedő alakját egyaránt magáénak vallja a szlovák és a magyar nemzet.